# Sumskij Posad
Sumskij Posad (ros. Сумский Посад) – wieś (sieło) w Rosji, w Karelii, w rejonie biełomorskim. W 2010 liczyła 718 mieszkańców.